# What's Your Name?
What's Your Name? este o piesă a formației britanice Depeche Mode. Piesa a apărut pe albumul Speak and Spell, în 1981.